# Parsonsia catalpicarpa
Parsonsia catalpicarpa är en oleanderväxtart som beskrevs av Henri Ernest Baillon. Parsonsia catalpicarpa ingår i släktet Parsonsia och familjen oleanderväxter. Inga underarter finns listade i Catalogue of Life.